# Arothron immaculatus
Arothron immaculatus е вид лъчеперка от семейство Tetraodontidae. Видът не е застрашен от изчезване.

## Разпространение и местообитание
Разпространен е в Австралия, Вануату, Виетнам, Джибути, Египет, Еритрея, Йемен, Израел, Индия (Андамански и Никобарски острови), Индонезия, Йордания, Иран, Камбоджа, Кения, Коморски острови, Мавриций, Мадагаскар, Майот, Малайзия, Малдиви, Мианмар, Мозамбик, Нова Каледония, Обединени арабски емирства, Оман, Папуа Нова Гвинея, Параселски острови, Провинции в КНР, Реюнион, Саудитска Арабия, Сейшели, Сингапур, Сомалия, Острови Спратли, Судан, Тайван, Тайланд, Танзания, Филипини, Шри Ланка, Южна Африка и Япония.
Среща се на дълбочина от 0,2 до 30 m, при температура на водата от 24,7 до 29 °C и соленост 34,1 – 38,6 ‰.

## Описание
На дължина достигат до 30 cm.